# گرث دیویس (بازیکن فوتبال زاده۱۹۸۳)
گرث دیویس (انگلیسی: Gareth Davies؛ زادهٔ ۴ فوریهٔ ۱۹۸۳) بازیکن فوتبال اهل بریتانیا است.
از باشگاه‌هایی که در آن بازی کرده‌است می‌توان به باشگاه فوتبال بوستون یونایتد، باشگاه فوتبال چسترفیلد، باشگاه فوتبال ماتلوک تاون، باشگاه فوتبال استالی‌بریج سلتیک، باشگاه فوتبال گینزبورو ترینیتی، و باشگاه فوتبال باکستون اشاره کرد.